# Kate Grigorieva
Ekaterina Sergeyevna Grigorieva, conhecida por Kate Grigorieva, (Olenegorsk, 15 de setembro de 1988) é uma modelo russa e, foi em 2015, angel da Victoria Secret`s.

## Biografia
Kate Grigorieva nasceu em Olenegorsk em 1988 no seio de uma família militar. Estudou Marketing na Universidade Técnica de Murmansk.
Casou em São Petersburgo, a 9 de Agosto de 2015, com o seu namorado Alexander. 

## Carreira
Debutou na Semana da Moda de Nova Iorque Outono/Inverno 2014, com abertura de Donna Karan, e desfilando depois por Shiatzy Chen, Oscar de la Renta, Tory Burch e Ralph Lauren.
Desfilou depois nas passereles de Paris e Milão, entre outras, por marcas como Givenchy, Versace, Gucci, Dolce & Gabbana, Celine, Isabel Marant, Nina Ricci, Elie Saab, Roberto Cavalli, Alexander McQueen, Balmain, Giambattista Valli, Emanuel Ungaro, Moschino, Etro, Missoni e Emilio Pucci. 
Participou na abertura das colecções Primavera/Verão 2015 de Dsquared2 e Stella McCartney.
Integrou as campanhas publicitárias de M Missoni, H&M e o catálogo de Victoria's Secret.
Em 2 de Dezembro de 2014 Grigorieva debutou no Victoria's Secret Fashion Show 2014, para em Abril de 2015 ser anunciada como uma nova angel da Victoria's Secret.
No Outono/Inverno de 2015 participou nas campanhas publicitárias de Moncler Gamme Rouge e da Versace. 